# Par mínimo
Em fonologia, par mínimo são duas palavras ou frases numa determinada língua, que dependem unicamente de um só fonema, tonema ou cronema para distinguir o seu significado. São comumente usados para indicar que dois fones constituem dois fonemas distintos nessa língua.
Na língua portuguesa o par mínimo "sé" + "sê" prova que os fones [ɛ] e [e] decerto representam fonemas diferentes nessa língua: /ɛ/ e /e/. Outrossim, os fonemas não necessitam ser vocálicos, como o par mínimo "faca" + "vaca" pode atestar. Nesse caso, o par somente difere na vocalização da consoante entre surda e sonora: a configuração labial é a mesma para os dois sons [f] e [v].
A diferenciação fonémica pode variar entre dialetos da mesma língua, tanto que um par mínimo em certa variante ou sotaque pode vir a ser um par de homófonos noutra. Isso não quer necessariamente dizer que um dos fonemas inexiste naquela variante, mas meramente que ele não está presente naquele mesmo contexto de distinção.